# 흑치씨
흑치씨(黑齒氏)는 한국의 고대 왕국인 백제에 존재했던 한국의 성씨이다.

## 개요
본래 백제의 국성인 부여씨에서 흑치(黑齒) 지역에 분봉(分封)되어 흑치씨를 사용했다고 한다.
흑치지역이 어디였는지에 대해서는 백제때 지금의 충청남도 예산 지역의 행정구역이었던 금물현(今勿縣)으로 보는 견해, 단순히 중국의 먼 변방을 의미한다는 견해, 지금의 필리핀 지역에 있던 백제의 담로로 보는 견해 등이 있다.
귀실씨와 같은 부여씨에서 분적된 가문으로, 대대로 좌평을 지낸 대성팔족 출신들과 다르게 달솔을 지낸 것으로 보아 백제 내에서 차상급의 귀족 신분이었을 것으로 추정된다.

## 같이 보기
- 부여씨
- 귀실씨

## 참고 자료
- 「흑치상지묘지명(黑齒常之墓誌銘)」
- 「흑치준묘지명(黑齒俊墓誌銘)」

1. ↑  강종원, 百濟 黑齒家의 成立과 黑齒常之 백제연구 38호, 충남대학교 백제연구소, 2003 : 흑치지방은 상지가 부흥운동을 일으켰던 임존성이 위치하고 있는 예산지역으로 비정하는데 무리는 없다. 이때 주목되는 점이 삽교천 유역 주변에 검다는 뜻을 지닌 지명이 다수 남아있다는 점과 예산지역의 백제시대 지명이 검은 산이라는 의미를 가진 烏山이었다는 점이 참고된다.
유원재, 백제 흑치씨의 흑치에 대한 검토 백제문화 38호, 국립공주대학교 백제문화연구소, 1999 : 그런데 이곳의 흑치란 오늘날의 예산 덕산지방의 수이라고 하였던 백제어의 지방이름을 중국인들이 한자화하여 기록하는 과정에서 로 기록하게 되었음을 알 수 있었다. 그러므로 흑치란 바로 오늘날 예산의 덕산지역을 지칭하고 있음을 살펴보았다.
2. ↑  문동석 , 百濟 黑齒常之의 姓氏에 대한 新考察, 백제연구 47호, 충남대학교 백제연구소, 2008 : 중국 사서에서 ‘흑치’는 두 가지 의미를 가지고 있었다. 하나는 이빨을 검게 하는 풍습 자체를 의미하고, 다른 하나는 華夏(9주)와 변방(36국)을 나누는 기준이 되었던 太行山脈의 동쪽에서 이러한 풍습을 가지고 있던 종족을 지칭하는 변방의 의미로 사용되었다. 그러나 흑치는 후대로 갈수록 변방을 나타내는 의미가 더욱 강하게 되었다.
3. ↑  이도학,<백제 흑치상지 묘지명의 검토><<우리문화 8월호〉〉, 1991, 16~17쪽 : 흑치를 오늘날의 필리핀지역으로 비정하고 있다.